# Xã Buffalo, Quận Jewell, Kansas
Xã Buffalo (tiếng Anh: Buffalo Township) là một xã thuộc quận Jewell, tiểu bang Kansas, Hoa Kỳ. Năm 2010, dân số của xã này là 507 người.